# Сосновка (приток Большого Суруша)
Сосновка — река, левый приток Большого Суруша, протекает по территории Шенталинского района Самарской области в России. Длина реки составляет 11 км, площадь водосборного бассейна — 40,6 км².

## Описание
Сосновка начинается от родника в урочище Степановка на высоте около 210 м над уровнем моря. Генеральным направлением течения реки в верхней половине является юго-запад, в нижней — запад. Около урочища Борисовка между деревнями Новое Поле и Аделаидовка впадает в Большой Суруш на высоте 103 м над уровнем моря.

## Данные водного реестра
По данным государственного водного реестра России, Сосновка относится к Нижневолжскому бассейновому округу, водохозяйственный участок реки — Сок от истока и до устья. Речной бассейн реки — Волга от верховий Куйбышевского вдхр. до впадения в Каспий.
Код объекта в государственном водном реестре — 11010000612112100005761.